# Скаковский, Станислав Норбертович

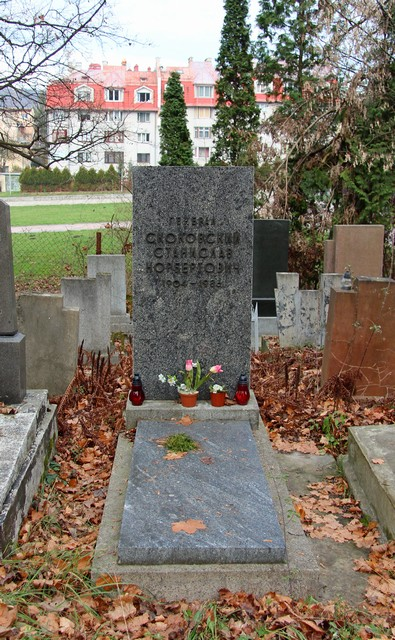

Станислав Норбертович Скаковский (пол. Stanisław Skokowski; 30 июня 1904 — 1980) — генерал бригады Народного Войска Польского.

## Биография
Родители — Норберт Скаковский, работник железнодорожной станции, и Клотильда Бартошевич. Окончил польскую гимназию в Витебске, учился в Высшем техническом институте г. Москвы. В РККА с 1924 года, в 1928 году окончил Школу красных командиров артиллерии в Москве, был командиром взвода гаубиц 27-го лёгкого артиллерийского полка (Белорусский военный округ). Командир учебного взвода и батареи штаба с 1930 года. Командир батареи 122-мм гаубиц, командир учебной батареи 2-го лёгкого артиллерийского полка (1-я Дальневосточная армия) с 1933 года. Командир дивизиона с 1934 года, начальник штаба 2-го лёгкого артиллерийского полка с 1935 года.
Окончил в 1936 году курсы командиров артиллерии при командовании Дальневосточного военного округа. Командир 915-го лёгкого артиллерийского полка (61-я армия) с 1936 года. В 1938 году уволен в запас во время кадровых чисток в РККА. Мобилизован снова в июне 1941 года после нападения Германии на СССР, назначен командиром артиллерии 346-й стрелковой дивизии 61-й армии (Западный фронт). 28 июня 1941 года ранен под Оршей, в боях под Минском контужен. 1 июня 1942 года произведён в полковники. Участник сражений на Брянском и Сталинградском фронтах, некоторое время командовал стрелковой дивизией в составе 5-й танковой армии в битве под Сталинградом. Был снова тяжело ранен, лечился в Тамбове и Москве. С октября 1943 года — начальник по учебным вопросам Киевского военного округа, с января 1944 года занимался обучением артиллеристов в Москве.
9 августа 1944 года направлен в Войско Польское. Командир 3-й гаубичной артиллерийской бригады 1-й армии Войска Польского, участник штурма Кольберга. 31 марта 1945 года назначен командиром 5-й артиллерийской дивизии в Ловиче (до 25 сентября 1945 года). Решением Президиума Государственного народного совета Польши 30 апреля 1945 года произведён в генералы бригады (решение вступило в силу 3 мая 1945 года). С 13 сентября по 25 ноября 1945 года — командир 13-й Варшавской артиллерийской бригады, позже командир артиллерии 3-го Познанского военного округа. 12 декабря 1946 года закончил службу в Польше и вернулся в СССР.
У него были также старший брат Владислав, участник обороны Ленинграда, и младший брат Леон, офицер РККА и Войска Польского. Станислав прожил остаток жизни во Львове, похоронен на 86 поле  Лычаковского  кладбища..

## Награды
СССР
- Орден Красного Знамени (трижды, в т.ч. 1943 и 1944)[2]
- Орден Кутузова II степени[2]
- Орден Отечественной войны II степени[2]
- Медаль «За оборону Москвы»[2]
- Медаль «За оборону Сталинграда» (1943)[2]
- Медаль «За освобождение Варшавы»[2]
- Медаль «За победу над Германией в Великой Отечественной войне 1941-1945 гг.»[2]

Польша
- Орден Virtuti Militari V степени (1945)[2]
- Орден «Крест Грюнвальда» III степени (1945)[2]
- Орден Возрождения Польши IV степени (1945)[2]
- Золотой Крест Заслуги (1946)[2]
- Медаль «За Одру, Нису и Балтику»)[2]